# St. Simon und Judas (Unterelsbach)

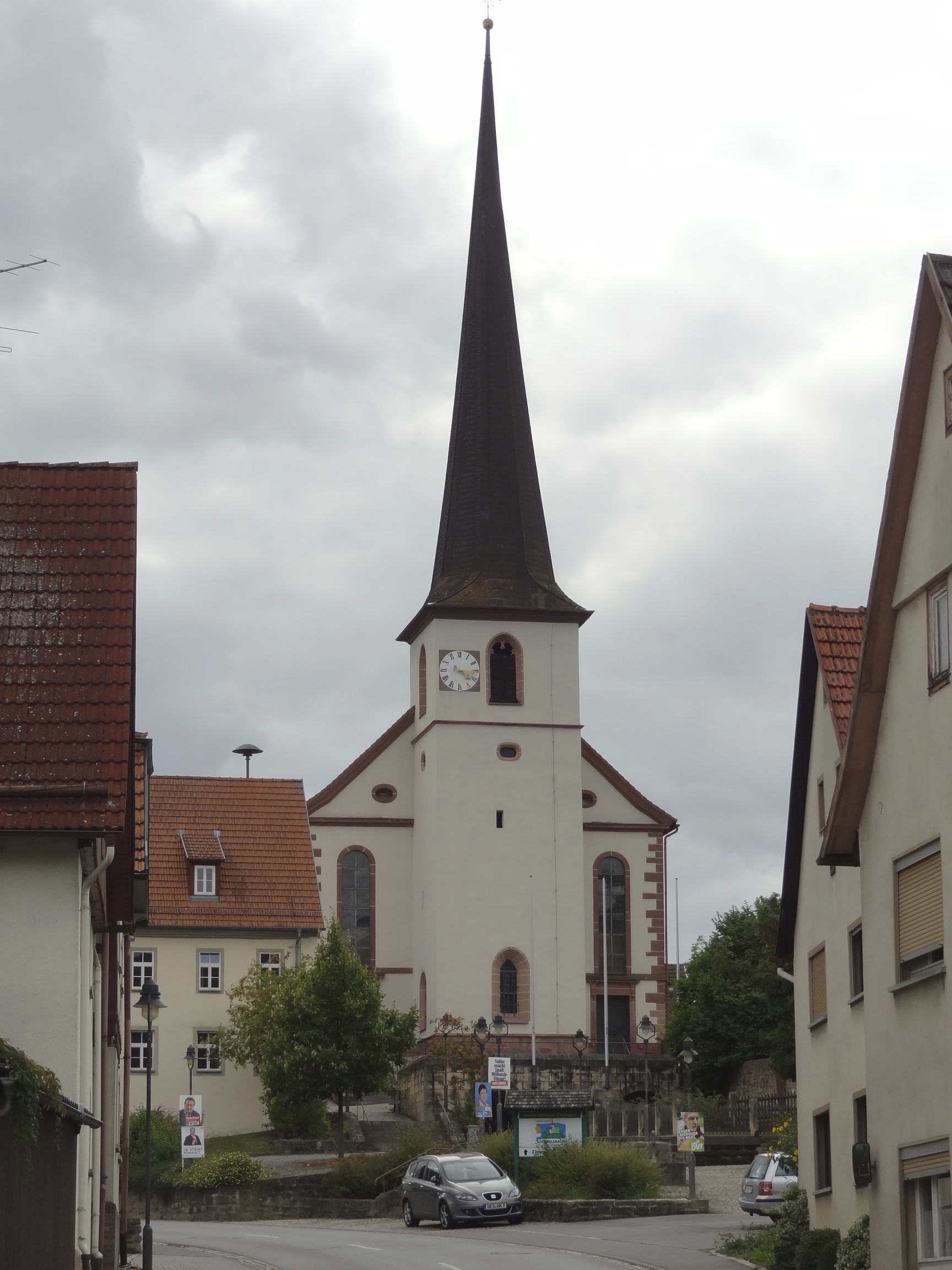
St. Simon und Judas-Kirche in Unterelsbach

Die römisch-katholische Kirche St. Simon und Judas befindet sich in Unterelsbach, einem Ortsteil des in Unterfranken gelegenen Marktes Oberelsbach. Die Kirche ist den Aposteln Simon Zelotes und Judas Thaddäus geweiht.
Die Kirche gehört zu den Baudenkmälern von Oberelsbach und ist unter der Nummer D-6-73-149-47 in der Bayerischen Denkmalliste registriert.

## Geschichte
Der Turm der St. Simon und Judas-Kirche entstand 1615/17; im Jahr 1810 folgte das Langhaus.
Der Hochaltar wurde im Jahr nach Entwürfen von Johann Philipp Preiß angefertigt und stammt aus dem Kloster Bildhausen. Die Bildschnitzerarbeiten stammen von Michael Rieß (einem zeitweiligen Mitarbeiter des seinerzeit führenden Würzburger Bildhauers Johann Philipp Preuß) und Johann Ammon, das die Himmelfahrt Mariens darstellende Altarblatt vermutlich von Johann Melchior Schöffer.
Beide Seitenaltäre entstanden um 1730 und wurden aus der Würzburger St.-Stephan-Kirche in die Unterelsbacher Kirche verbracht.